# Erich Bar
Erich Bar (* 12. November 1950 in Berg) ist ein deutscher Schauspieler.
Bar begann seine Karriere in den späten 1970er Jahren am Theater und Anfang der 1980er dann im Fernsehen. 1984 spielte er in der Kult-Fernsehserie Pogo 1104 mit. Bekannt wurde Bar vor allem durch die Darstellung des leicht verweichlichten Rockers Werner in Otto – Der Film aus dem Jahr 1985. Während der späten 1980er-Jahre formte sich Bar, nicht allein wegen seines außergewöhnlichen Aussehens, zum Charakterdarsteller für Schläger und Bösewichte. So spielte er 1988 eine Hauptrolle im TV-Film Ein Unding der Liebe. Er war in Schimanski sowie auch in mehreren Folgen der Serie Großstadtrevier zu sehen.
1991 erhielt er zusammen mit Matthias Seelig für Sekt oder Selters den Adolf-Grimme-Preis mit Bronze.

## Filmografie (Auswahl)
- 1981: Tatort: Duisburg-Ruhrort (Fernsehreihe)
- 1982: Tatort: Das Mädchen auf der Treppe
- 1982: St. Pauli-Landungsbrücken (Fernsehserie, eine Folge)
- 1984: Pogo 1104 (TV-Serie, vier Folgen)
- 1985: Mein lieber Schatz
- 1985: Otto – Der Film
- 1985: Zahn um Zahn
- 1986: Großstadtrevier Folge 5 Staffel 1 „Der Champ“
- 1986: Die Krimistunde (Fernsehserie, Folge 22, Episode: „Kein Wort mehr“)
- 1988: Das Traumauto
- 1988: Ein Unding der Liebe
- 1989: Seine beste Rolle
- 1993: Rosenemil
- 1995: Mord an der roten Rita
- 1997: Alarm für Cobra 11 – Die Autobahnpolizei: Shotgun
- 1998: Zucker für die Bestie
- 1998: Polizeiruf 110: Hetzjagd (Fernsehreihe)
- 2000 Gisbert (6. Teil Klassenfahrt)
- 2003: Tatort: Veras Waffen
- 2004: Ina & Leo (TV-Serie, eine Folge)

## Hörspiele
- 1999: Ken Follett: Die Säulen der Erde – Regie: Leonhard Koppelmann (Hörspiel (9 Teile) – WDR)